# لی مک‌اینتایر
لی کامرون مک‌اینتایر (به انگلیسی: Lee Cameron McIntyre)، یک پژوهش‌گر در مرکز فلسفه و تاریخ علم در دانشگاه بوستون و مدرس اخلاق در دانشکده توسعه هاروارد است. او کتاب‌ها و مقالاتی در زمینه فلسفه علوم اجتماعی و همچنین تلاش برای تضعیف علم و پاسخ مناسب به این تلاش‌ها به دانشمندان منتشر کرده‌است.

## کار فلسفی
کتاب‌های مک‌اینتایر به ماهیت تولید دانش علمی و اعتبارسنجی پرداخته‌اند. این‌ها عبارتند از: تبیین تفسیر، مقالاتی در فلسفه علوم خاص، قوانین و تبیین در علوم اجتماعی، دوران تاریک: مصداق علم رفتار انسان، و احترام به حقیقت: ارادی. جهل در عصر اینترنت.
در کتاب پس از حقیقت (۲۰۱۸)، او محیط و «جو» پیرامون مفهوم پساحقیقت را بررسی می‌کند. کارلوس لوزادا، منتقد واشینگتن‌پست، دربارهٔ پس از حقیقت اظهار داشت که مک‌اینتایر «به‌طور قانع‌کننده‌ای ردیابی می‌کند که چگونه حامیان طراحی هوشمند و بعداً منکران اقلیم از پست‌مدرنیسم برای تضعیف ادراکات عمومی از تکامل و تغییرات آب‌وهوایی استفاده کردند».
مک‌اینتایر در کتاب نگرش علمی: دفاع از علم در برابر انکار، تقلب و شبه‌علم (۲۰۱۹)، تفکر علمی و در نتیجه مسئله مرزبندی را به‌عنوان تمایل به تجدیدنظر در یک نظر پس از کشف شواهد جدید توصیف می‌کند. نگرش علمی به تمایل به جمع‌آوری و باز بودن و شک و تردید در مورد داده‌های جمع‌آوری‌شده اشاره دارد که علم را از شبه‌علم، انکار علمی و تئوری‌های توطئه متمایز می‌کند. هفته‌نامه پابلیشرز ویکلی گفت که این کتاب بیان می‌کند که چرا پی‌گیری حقایق علمی، حتی اگر ناقص باشد و در معرض خطای انسانی باشد، اهمیت دارد. هریت هال این کتاب را برای مجله محقق شکاک بررسی کرده و می‌نویسد که مک‌اینتایر تلاش می‌کند علم را با توضیح آنچه نیست توضیح دهد. او بیان می‌کند که آنچه علم است و نیست، «نگرش علمی» است.